# Жуковка (Юрьевецкий район)
Жуковка — село в Юрьевецком районе Ивановской области, входит в состав Соболевского сельского поселения.

## География
Расположено в 10 км на юго-запад от центра поселения села Соболево и в 18 км на юго-запад от районного центра города Юрьевец.

## История
Каменная Преображенская церковь построена была в 1822 году на средства прихожан. В 1856 году также на средства прихожан построена каменная колокольня. Престолов было три.
В XIX — первой четверти XX века село входило в состав Махловской волости Юрьевецкого уезда Костромской губернии, с 1918 года — Иваново-Вознесенской губернии.
С 1929 года село являлось центром Жуковского сельсовета Юрьевецкого района Ивановской области, с 1954 года — в составе Задорожского сельсовета, с 1976 года — в составе Обжерихинского сельсовета, с 2005 года — в составе Обжерихинского сельского поселения, с 2015 года — в составе Соболевского сельского поселения.

## Население
| 1872 | 1897 | 1907 | 2002 | 2010 |
| ---- | ---- | ---- | ---- | ---- |
| 23   | ↗38  | ↗39  | ↗95  | ↗119 |